# Gerard Kemkers
Gerard Kemkers (Groninga, 8 marzo 1967) è un ex pattinatore di velocità su ghiaccio olandese.

## Palmarès

### Olimpiadi
- Bronzo a Calgary 1988 nei 5000 metri.

### Mondiali
- Argento a Oslo 1989.

### Europei
- Argento a Göteborg 1989.
- Bronzo a L'Aia 1988.